# Circondari del Mali

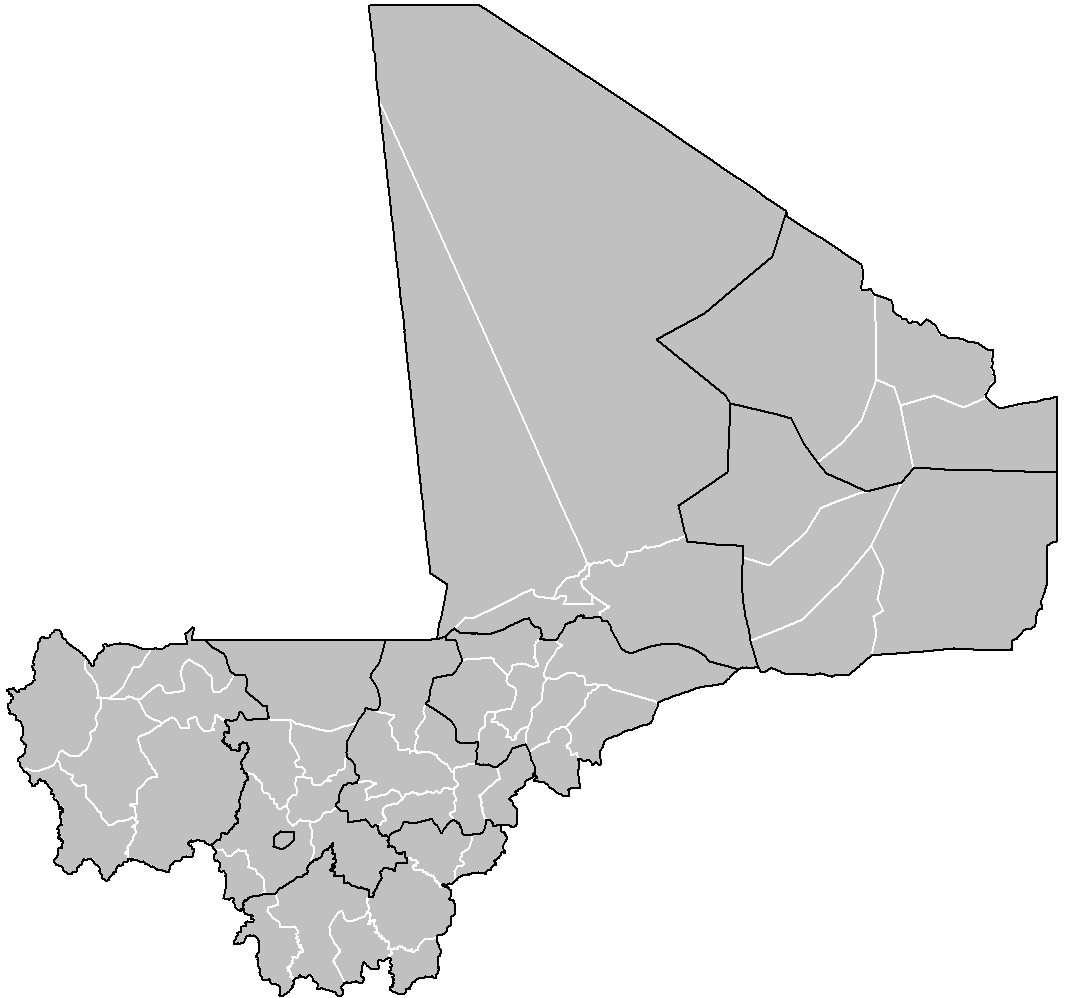
Circondari del Mali

I circondari del Mali (in francese: cercles) costituiscono la suddivisione amministrativa di secondo livello del Paese, dopo le regioni, e sono in tutto 49; nella maggior parte dei casi assumono il nome dal rispettivo capoluogo.
I circondari, a loro volta, sono complessivamente divisi in 703 comuni.

## Lista

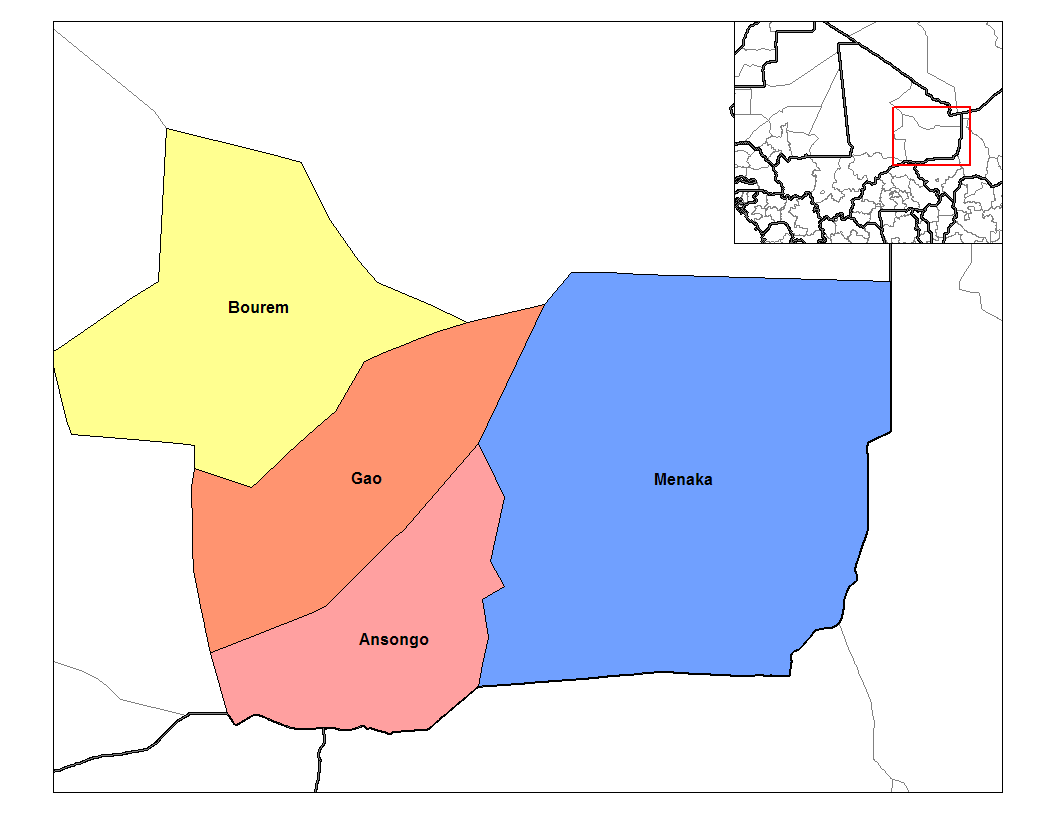
Circondari della regione di Gao

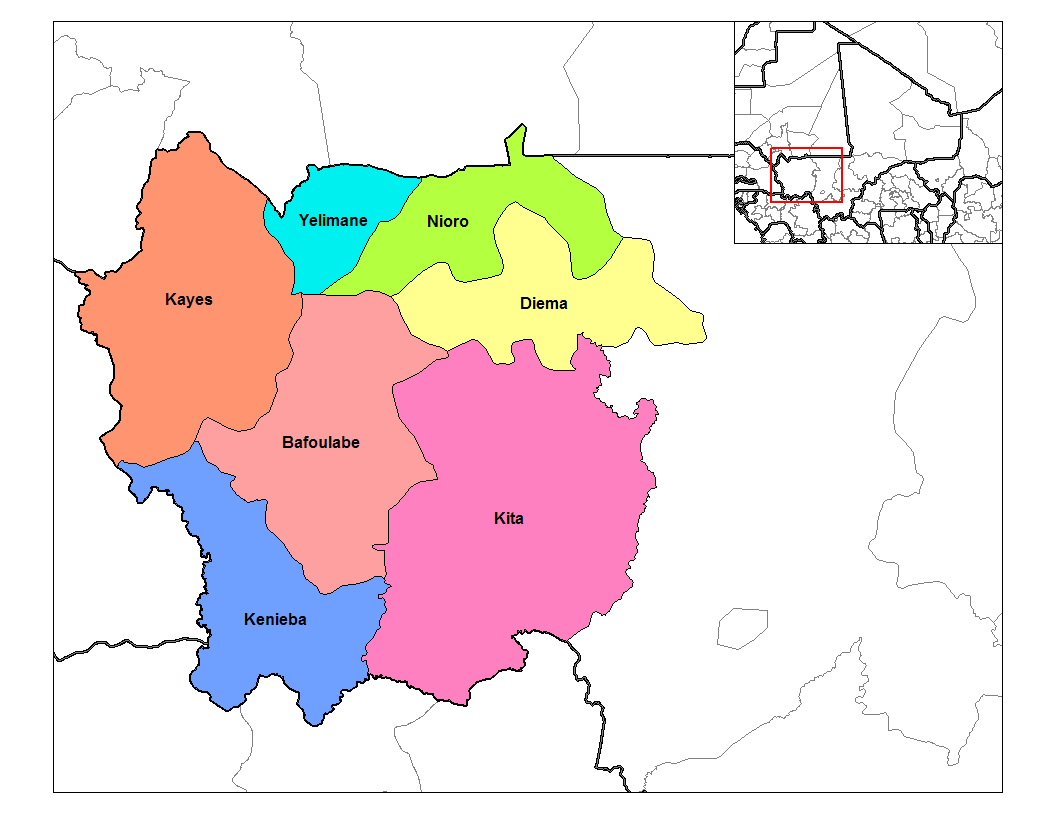
Circondari della regione di Kayes

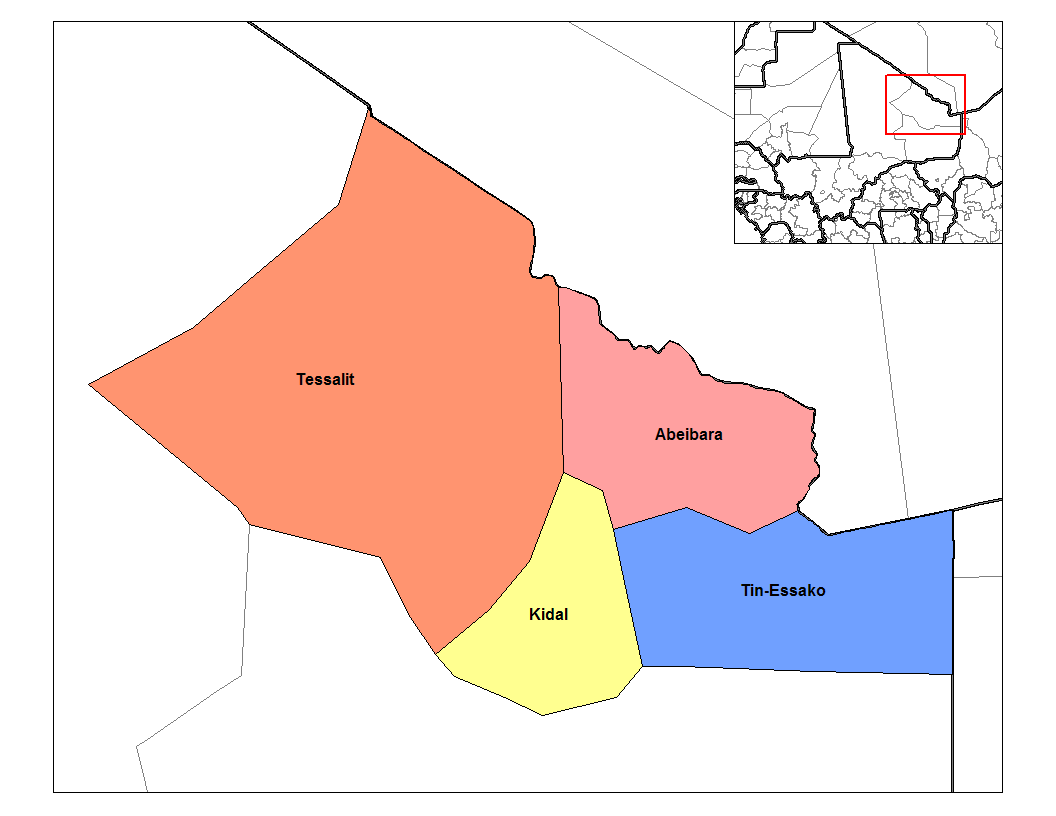
Circondari della regione di Kidal

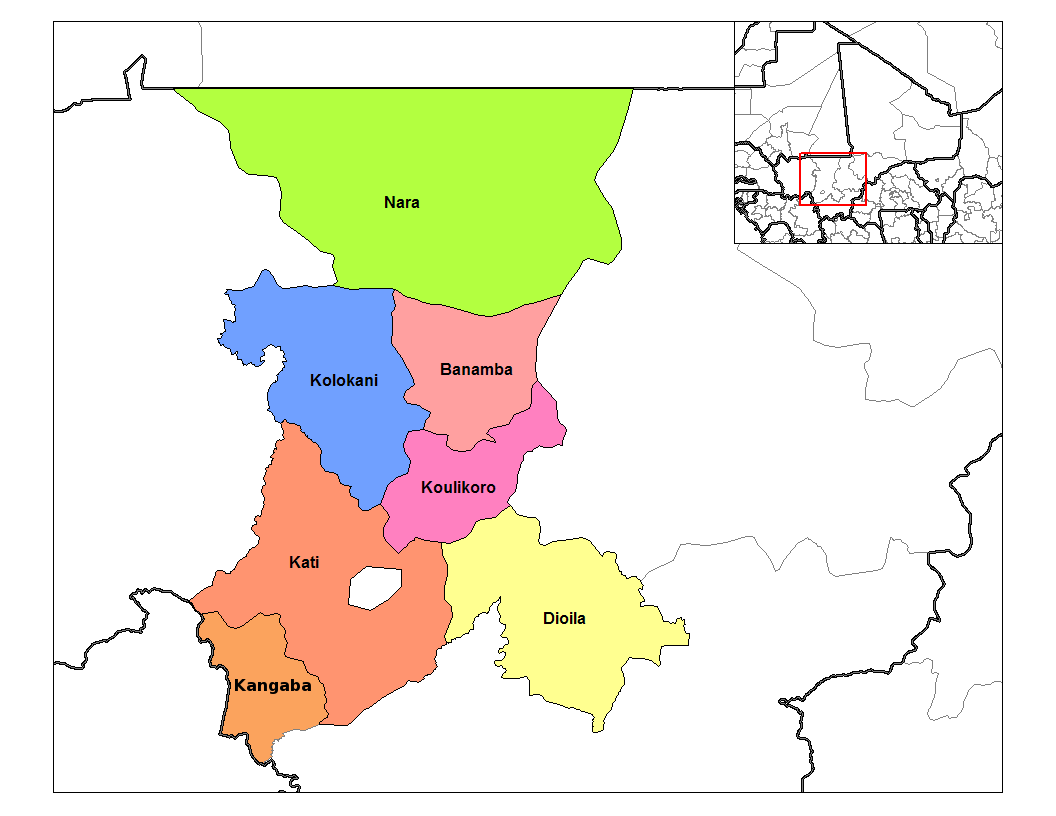
Circondari della regione di Koulikoro

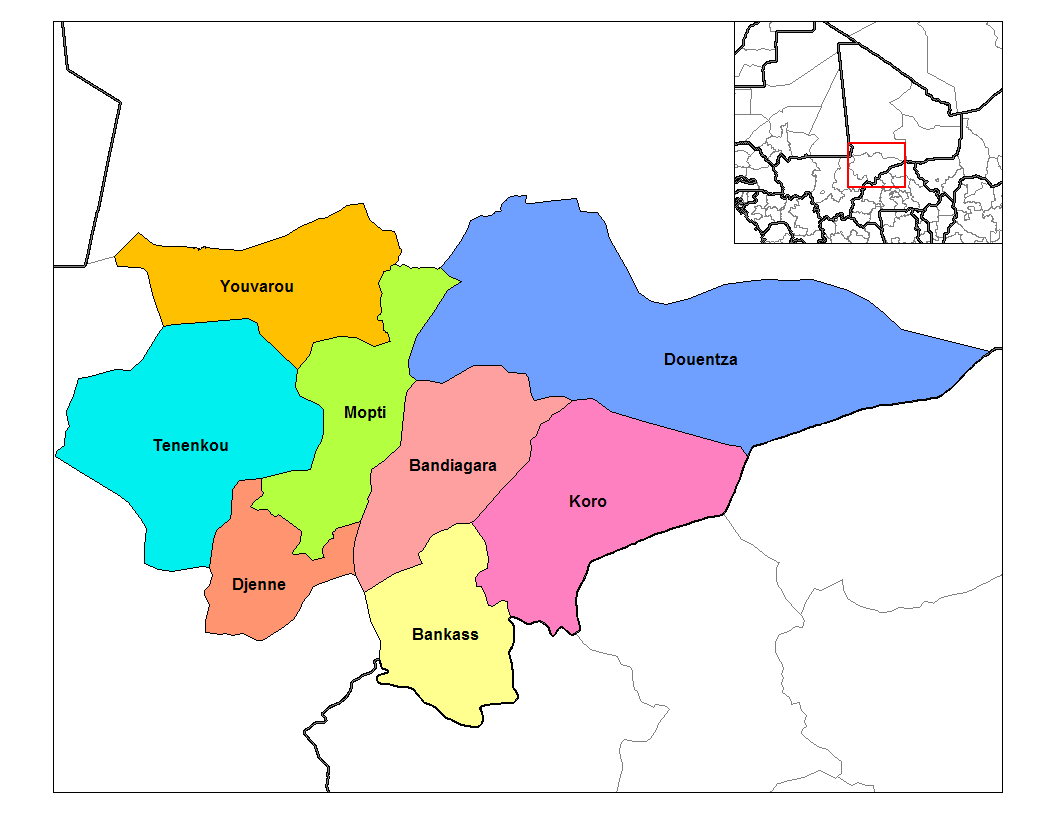
Circondari della regione di Mopti

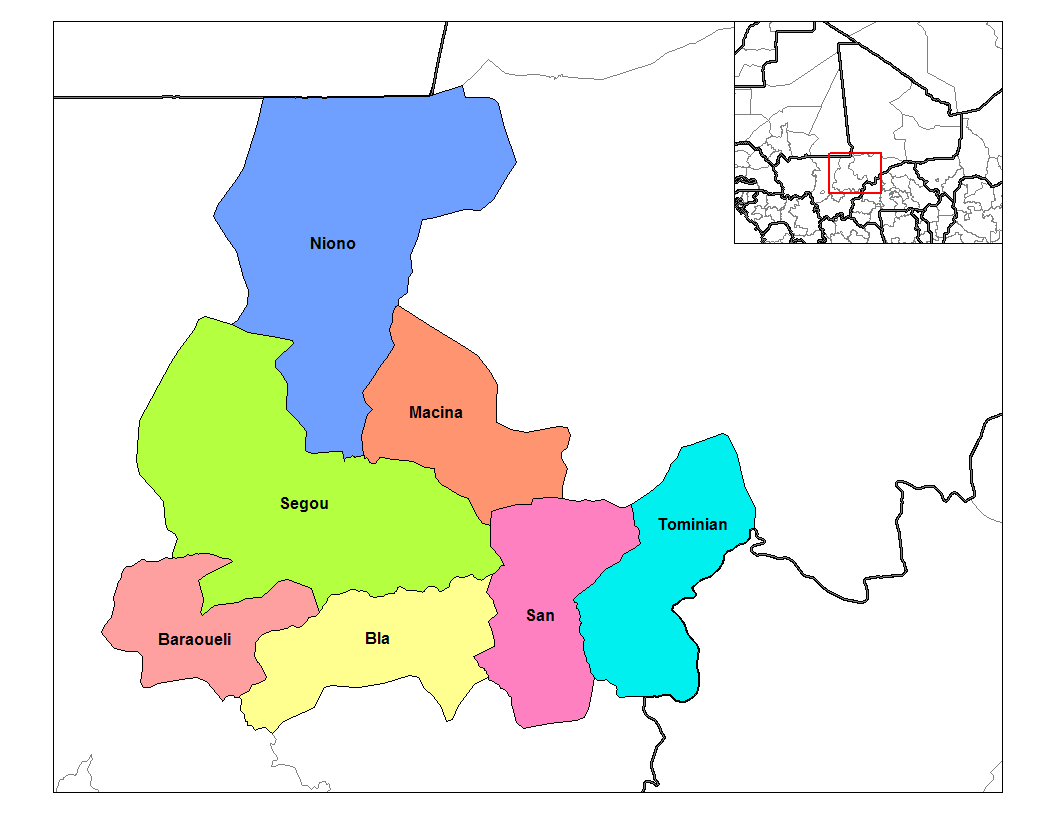
Circondari della regione di Ségou

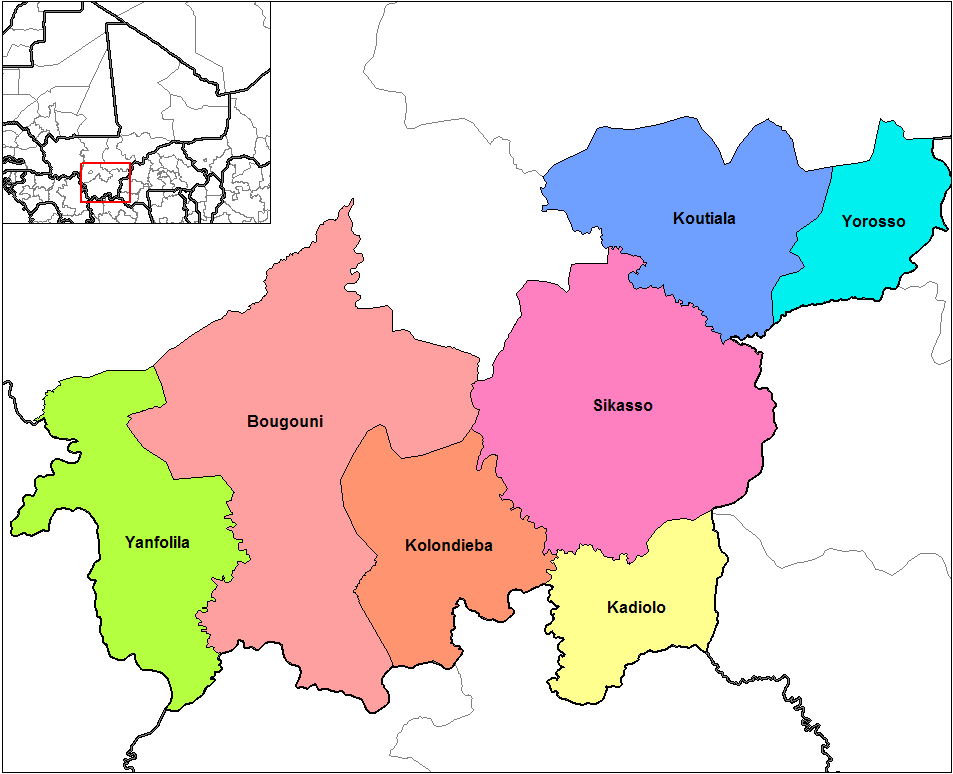
Circondari della regione di Sikasso

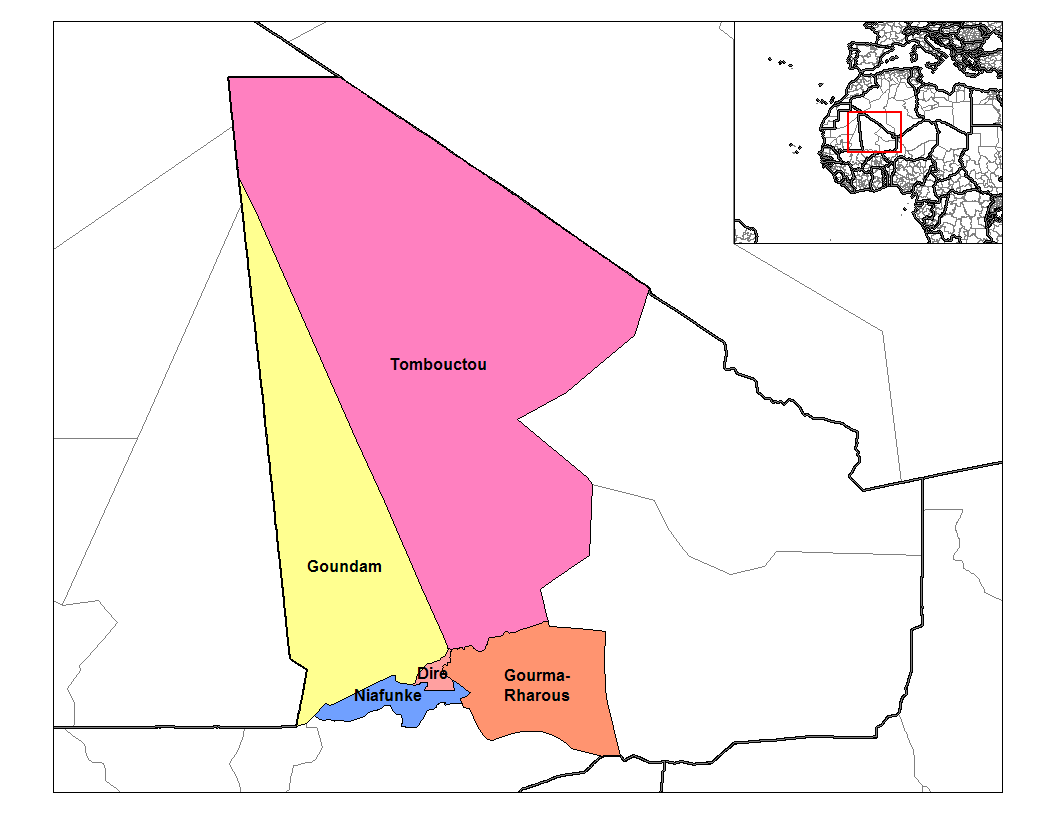
Circondari della regione di Timbuctù

Regione di Gao
| Circondario            | Capoluogo | Popolazione | Superficie |
| ---------------------- | --------- | ----------- | ---------- |
| Circondario di Ansongo | Ansongo   | 131 953     |            |
| Circondario di Bourem  | Bourem    | 116 360     |            |
| Circondario di Gao     | Gao       | 239 535     |            |
| Circondario di Ménaka  | Ménaka    | 54 456      |            |

Regione di Kayes
| Circondario                   | Capoluogo      | Popolazione | Superficie |
| ----------------------------- | -------------- | ----------- | ---------- |
| Circondario di Bafoulabé      | Bafoulabé      | 233 647     |            |
| Circondario di Diéma          | Diéma          | 211 772     |            |
| Circondario di Kayes          | Kayes          | 513 172     |            |
| Circondario di Kéniéba        | Kéniéba        | 197 050     |            |
| Circondario di Kita           | Kita           | 432 531     |            |
| Circondario di Nioro du Sahel | Nioro du Sahel | 228 926     |            |
| Circondario di Yélimané       | Guidimé        | 176 517     |            |

Regione di Kidal
| Circondario               | Capoluogo  | Popolazione | Superficie |
| ------------------------- | ---------- | ----------- | ---------- |
| Circondario di Abéïbara   | Abéïbara   | 10 296      |            |
| Circondario di Kidal      | Kidal      | 33 466      |            |
| Circondario di Tessalit   | Tessalit   | 15 955      |            |
| Circondario di Tin Essako | Tin Essako | 8 022       |            |

Regione di Koulikoro
| Circondario              | Capoluogo | Popolazione | Superficie |
| ------------------------ | --------- | ----------- | ---------- |
| Circondario di Banamba   | Banamba   | 191 005     |            |
| Circondario di Dioïla    | Dioïla    | 488 937     |            |
| Circondario di Kangaba   | Minidian  | 100 398     |            |
| Circondario di Kati      | Kati      | 956 753     |            |
| Circondario di Kolokani  | Kolokani  | 232 500     |            |
| Circondario di Koulikoro | Koulikoro | 210 611     |            |
| Circondario di Nara      | Nara      | 241 904     |            |

Regione di Mopti
| Circondario               | Capoluogo  | Popolazione | Superficie |
| ------------------------- | ---------- | ----------- | ---------- |
| Circondario di Bandiagara | Bandiagara | 313 456     |            |
| Circondario di Bankass    | Bankass    | 264 776     |            |
| Circondario di Djenné     | Djenné     | 208 413     |            |
| Circondario di Douentza   | Douentza   | 246 625     |            |
| Circondario di Koro       | Koro       | 362 587     |            |
| Circondario di Mopti      | Mopti      | 368 905     |            |
| Circondario di Ténenkou   | Ténenkou   | 162 924     |            |

Regione di Ségou
| Circondario             | Capoluogo | Popolazione | Superficie |
| ----------------------- | --------- | ----------- | ---------- |
| Circondario di Barouéli | Barouéli  | 202 866     |            |
| Circondario di Bla      | Bla       | 283 678     |            |
| Circondario di Macina   | Macina    | 236 077     |            |
| Circondario di Niono    | Niono     | 364 871     |            |
| Circondario di San      | San       | 333 613     |            |
| Circondario di Ségou    | Ségou     | 696 115     |            |
| Circondario di Tominian | Tominian  | 221 129     |            |

Regione di Sikasso
| Circondario               | Capoluogo       | Popolazione | Superficie |
| ------------------------- | --------------- | ----------- | ---------- |
| Circondario di Bougouni   | Bougouni        | 458 546     |            |
| Circondario di Kadiolo    | Kadiolo         | 243 411     |            |
| Circondario di Kolondiéba | Kolondiéba      | 201 462     |            |
| Circondario di Koutiala   | Koutiala        | 580 453     |            |
| Circondario di Sikasso    | Sikasso         | 734 984     |            |
| Circondario di Yanfolila  | Wassoulou-Ballé | 212 717     |            |
| Circondario di Yorosso    | Yorosso         | 211 606     |            |

Regione di Timbuctù
| Circondario                   | Capoluogo | Popolazione | Superficie |
| ----------------------------- | --------- | ----------- | ---------- |
| Circondario di Diré           | Diré      | 109 661     |            |
| Circondario di Goundam        | Goundam   | 151 329     |            |
| Circondario di Gourma-Rharous | Rharous   | 111 033     |            |
| Circondario di Niafunké       | Soboundou | 175 442     |            |
| Circondario di Timbuctù       | Timbuctù  | 127 328     |            |